# Lygeum spartum
Lygeum spartum är en gräsart som beskrevs av Carl von Linné. Lygeum spartum ingår i släktet Lygeum och familjen gräs. Inga underarter finns listade i Catalogue of Life.

## Bildgalleri

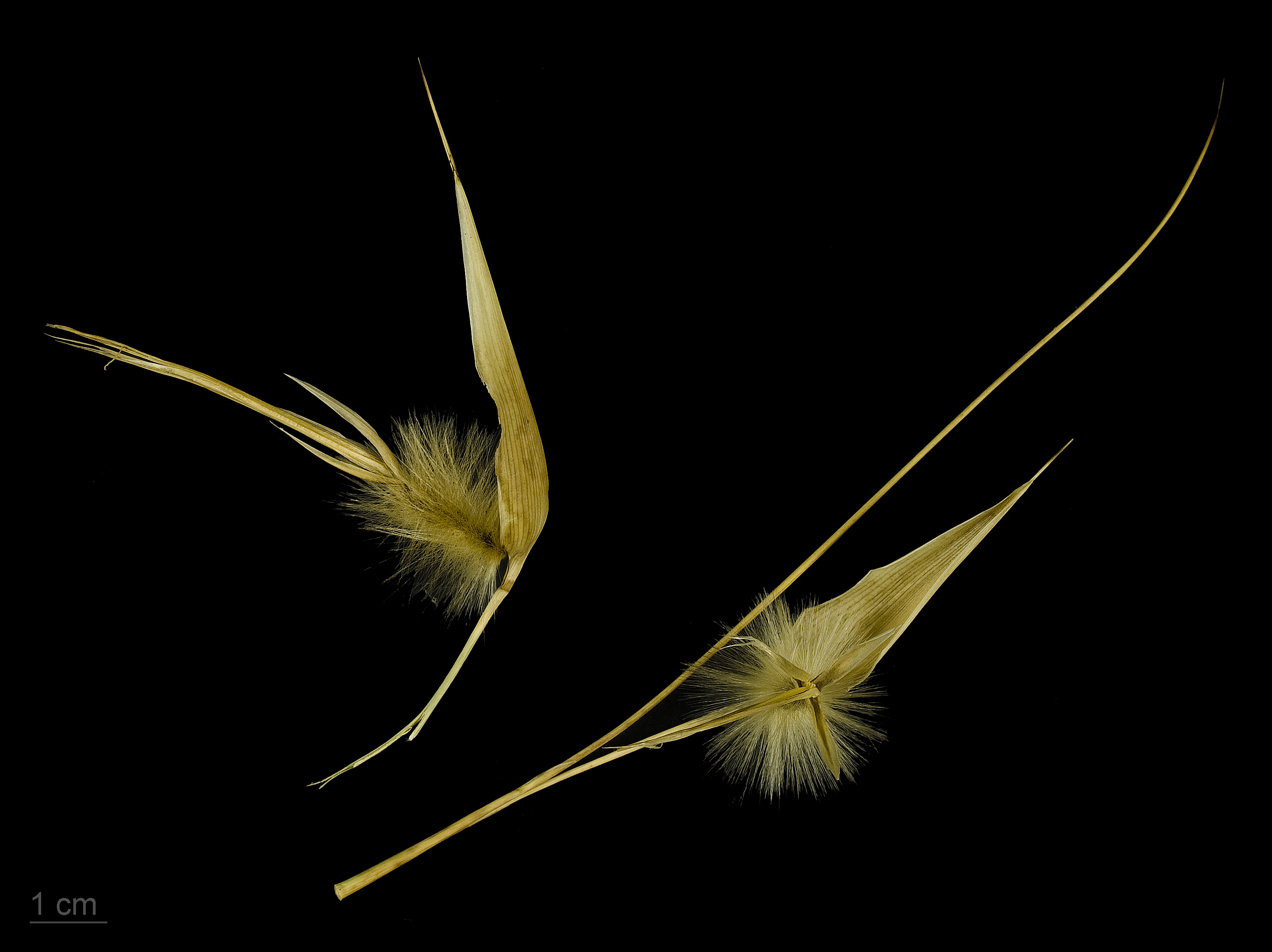
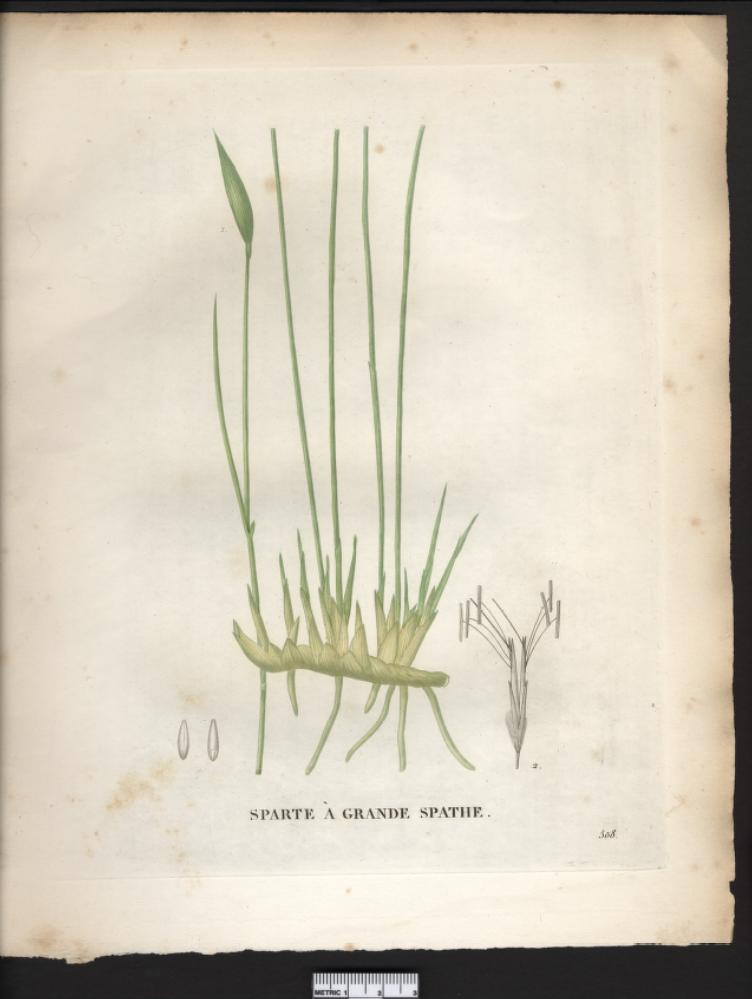
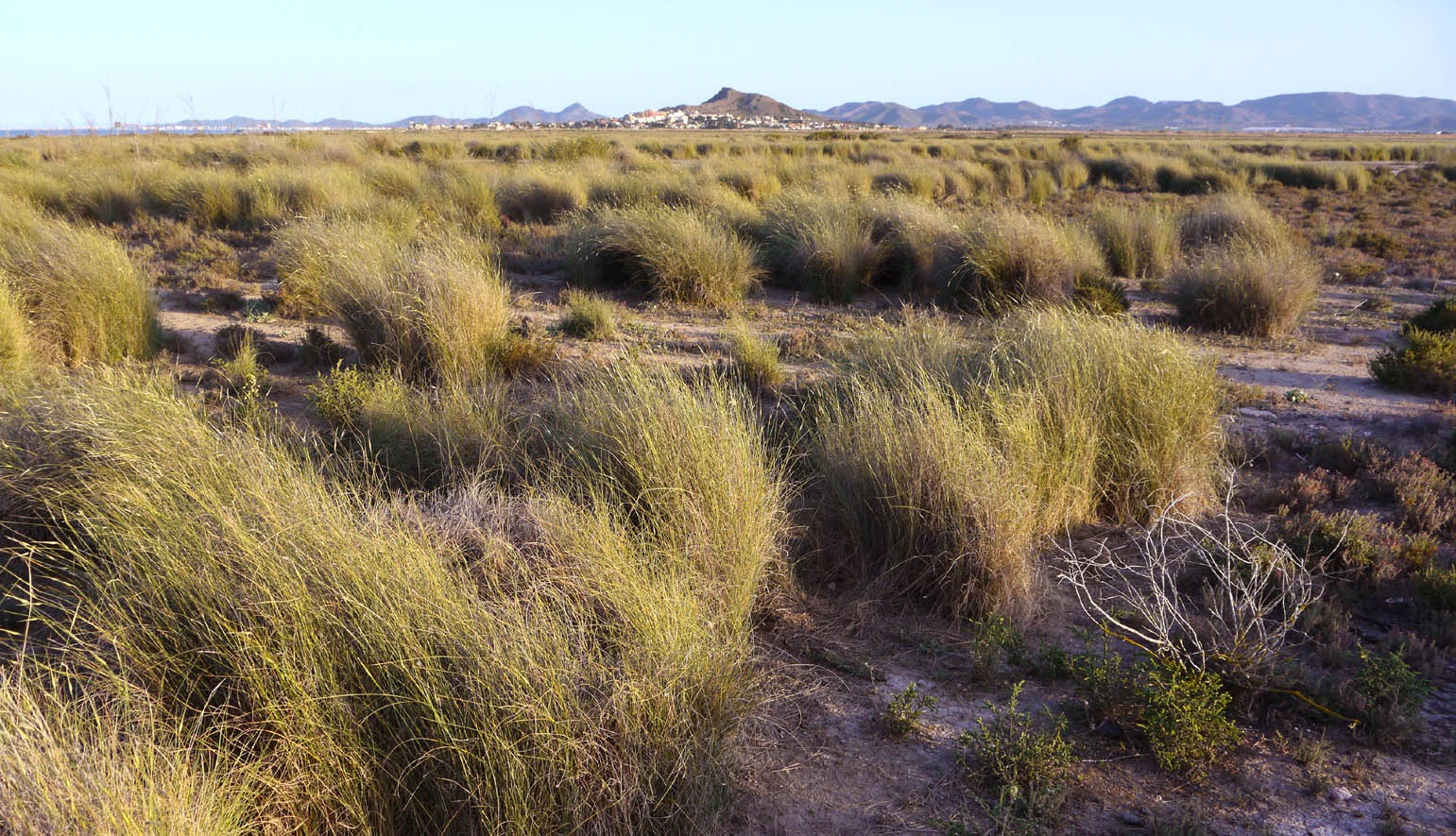
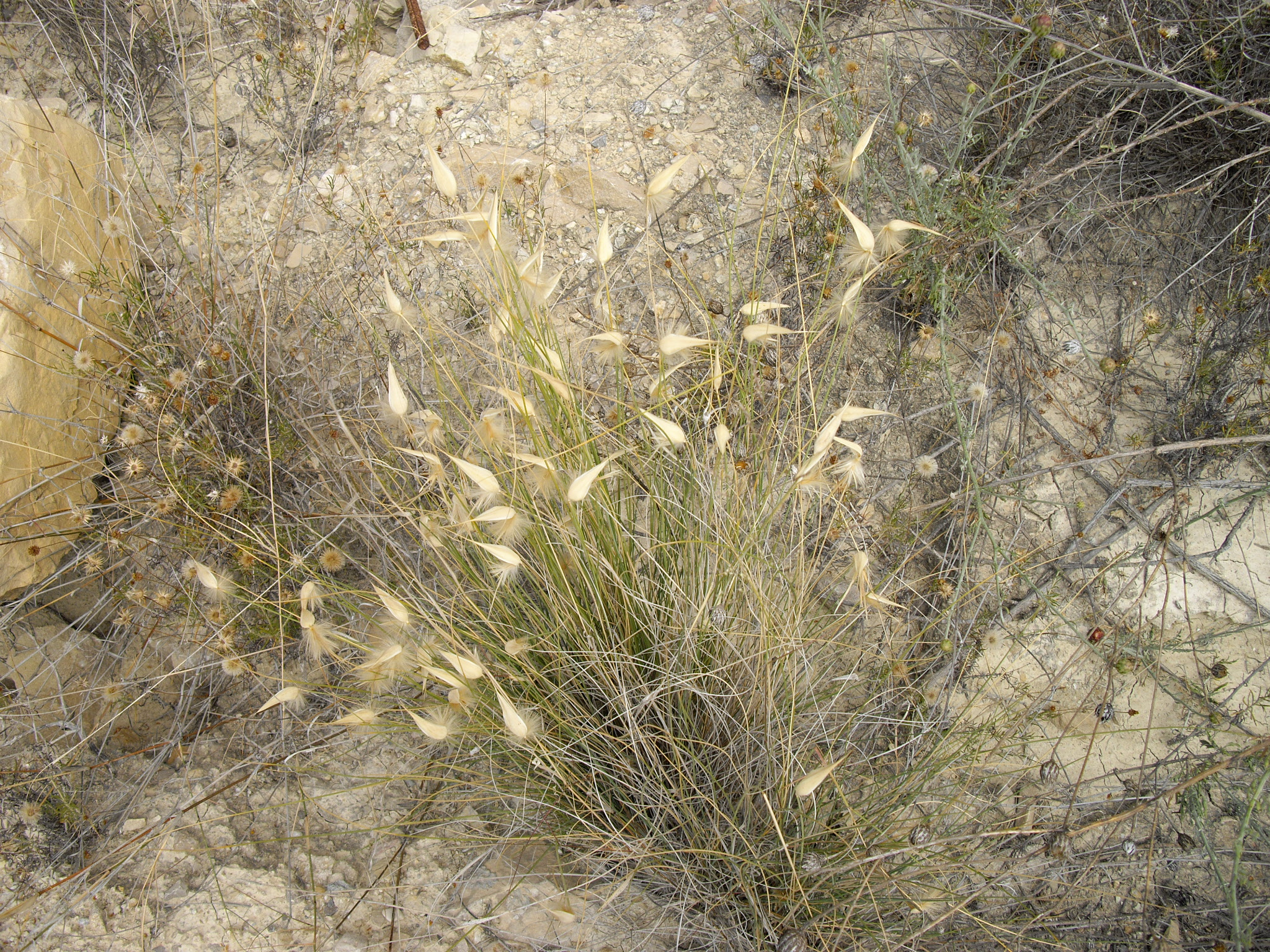